# Ewert Aronson
Karl Ewert Aronson, född 1 oktober 1919 i Brastads församling, död 27 juli 2011 i Sörbygdens församling, var en svensk präst.
Aronson var son till snickaren Aron Aronson och dennes hustru Annie Nathanaelsson. Tog examen från prästgymnasiet i Göteborg och studerade därefter i Lund och Åbo. Blev teologie kandidat 1947, prästvigdes 1948, fick missiv till Gällivare församling, Karesuando församling, Muonionalusta församling, blev komminister i Nilivaara församling 1949, i Jukkasjärvi församling 1959 samt blev filosofie kandidat samma år. Aronson var militärpastor vid jägarskolan i Kiruna 1960–1964, blev kyrkoherde i Edefors församling 1964 och i Jukkasjärvi församling 1969. Han gick i pension 1984 och efterträddes av komminister Jan-Erik Kuoksu.
Aronson gifte sig 1949 med Blenda Mettävaino och makarna fick fyra barn.